# Andalucia Tennis Experience 2010
Andalucia Tennis Experience 2010 — тенісний турнір, що проходив на відкритих кортах з ґрунтовим покриттям. Це був другий за ліком Andalucia Tennis Experience, and an International-level tournament в рамках Туру WTA 2010. Проходив у Club de Tenis Puente Romano у Марбельї (Іспанія), з 5 квітня до 11 квітня 2010 року.

## Учасниці

### Сіяні пари
| Спортсменка                | Країна  | Рейтинг* | Сіяна |
| -------------------------- | ------- | -------- | ----- |
| Вікторія Азаренко          | Belarus | 7        | 1     |
| Флавія Пеннетта            | Італія  | 13       | 2     |
| Кім Клейстерс              | Belgium | 16       | 3     |
| Араван Резаї               | France  | 21       | 4     |
| Марія Хосе Мартінес Санчес | Spain   | 27       | 5     |
| Марія Кириленко            | Росія   | 30       | 6     |
| Анабель Медіна Гаррігес    | Spain   | 32       | 7     |
| Карла Суарес Наварро       | Spain   | 36       | 8     |

- Rankings and seedings are станом на 22 березня 2010.

### Інші учасниці
Нижче наведено учасниць, які отримали вайлд-кард на участь в основній сітці:
- Естрелья Кабеса Кандела
- Кім Клейстерс
- Вірхінія Руано Паскуаль

Нижче наведено гравчинь, які пробились в основну сітку через стадію кваліфікації:
- Беатріс Гарсія-Відагані
- Сімона Халеп
- Лаура Поус-Тіо
- Аранча Рус
- Івонн Мейсбургер (as a щасливий лузер)

## Переможниці та фіналістки

### Одиночний розряд
Флавія Пеннетта —  Карла Суарес Наварро, 6–2, 4–6, 6–3
- It was Pennetta's перший титул за сезон і 9-й — за кар'єру.

### Парний розряд
Сара Еррані /  Роберта Вінчі —  Марія Кондратьєва /  Ярослава Шведова, 6–4, 6–2